# أندريه أبراموف

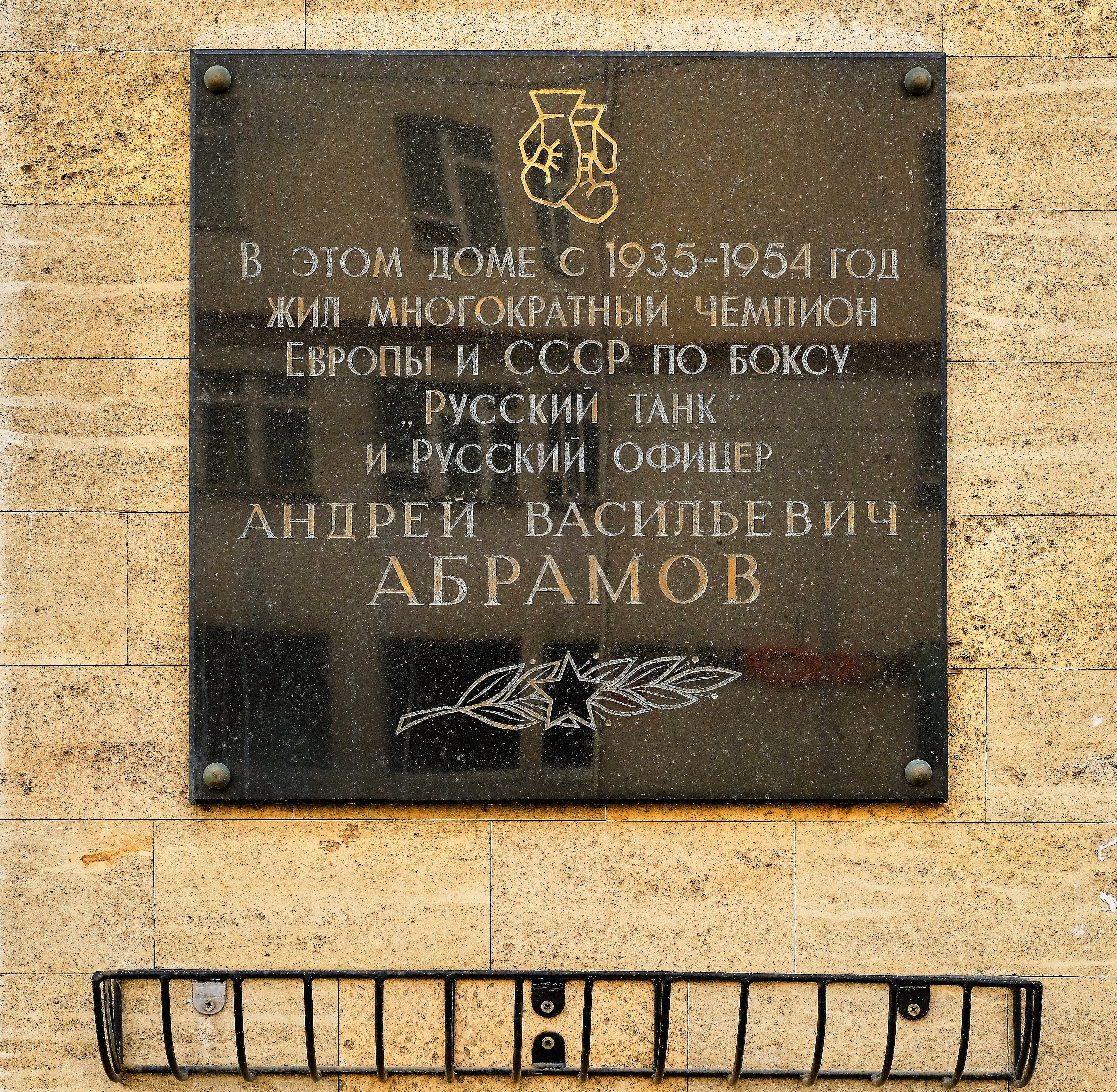
صورة قبر أندريه

أندريه أبراموف (الروسية: Андрей Васильевич Абрамов) (5 ديسمبر 1935 – 4 مايو 1994) هو ملاكم من الاتحاد السوفيتي راحل، مثّل بلاده في الألعاب الأولمبية الصيفية 1960.

## روابط خارجية
أندريه أبراموف على موقع أوليمبيديا (الإنجليزية)